# Plezjon

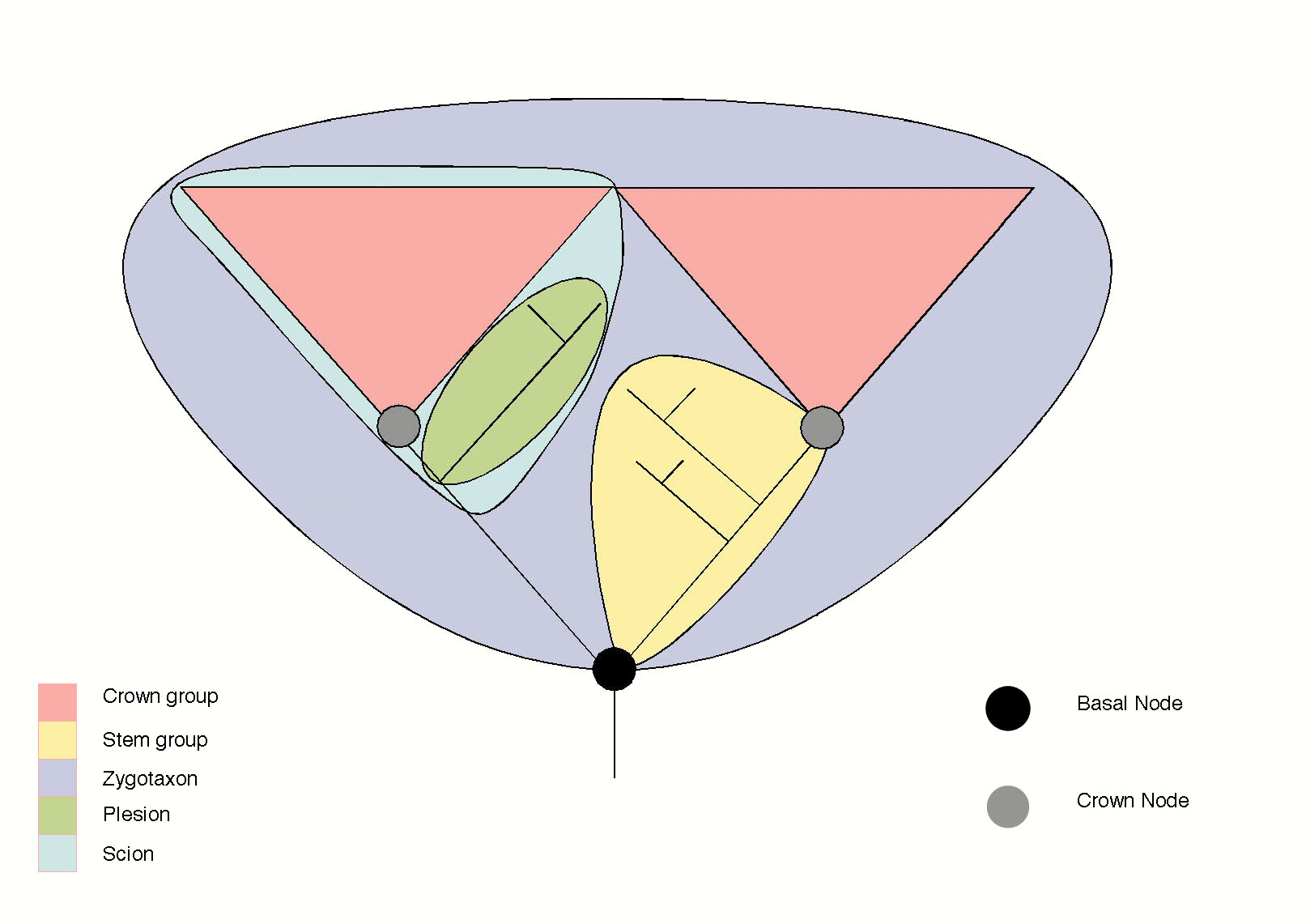
Plezjon i związane pojęcia

Plezjon (gr. plesion – bliski, należący do tej samej grupy) – kategoria systematyczna dla okazów kopalnych, która może być wprowadzona dla gatunku kopalnego lub kopalnej grupy monofiletycznej na jakimkolwiek poziomie hierarchii. Autorami byli Patterson i Rosen (1977), a Wiley (1979) zmienił definicję kategorii (dodał wymóg monofiletyzmu). Użycie plezjonu ma pomóc w integrowaniu okazów kopalnych z istniejącą klasyfikacją.